# Referendum o spremembah Zakona o vladi
Referendum o spremembah Zakona o vladi je zakonodajni referendum zavrnitvenega tipa, ki je potekal 27. novembra 2022. Na isti dan sta potekala še referendum o zakonu o RTV Slovenija in referendum o zakonu o dolgotrajni oskrbi.

## Ozadje

### Spremembe zakona
S spremembo Zakona o vladi se število ministrstev nekoliko razširi. Iz trenutne ureditve, 14 ministrstev in 3 uradi/službe vlade, ki jih vodijo ministri brez resorja, se vladna ekipa razširi na 19 ministrstev in 1 urad vlade. Nova ministrstva so: Ministrstvo za okolje, podnebje in energijo; Ministrstvo za solidarno prihodnost; ter Ministrstvo za visoko šolstvo, znanost in inovacije.
Od prejšnjega Ministrstva za okolje in prostor se odvajajo delovna področja varovanja okolja ter upravnih postopkov na področju okolja; preimenuje se v Ministrstvo za naravne vire in prostor. Od Ministrstva za izobraževanje se odcepi področje znanosti in inovacij, ki se prestavi na zgoraj omenjeno Ministrstvo za visoko šolstvo. Obstoječe ministrstvo se preimenuje v Ministrstvo za vzgojo in izobraževanje. Delovno področje športa iz prejšnjega šolskega ministrstva pa se prestavi na Ministrstvo za gospodarstvo, turizem in šport.
Ministrstvo za zunanje zadeve se preimenuje v Ministrstvo za zunanje in evropske zadeve; Služba vlade za digitalno preobrazbo se preimenuje v Ministrstvo za digitalno preobrazbo. Resor kohezije in razvoja postane del preimenovanega Ministrstva za regionalni razvoj in kohezijo.

### Zbiranje podpisov in razpis referenduma
6. oktobra 2022 je Slovenska demokratska stranka naznanila, da je zbrala zadostno število podpisov za razpis referenduma glede zakona. Po navedbah Janeza Janše so zbrali so 52.280 podpisov (za razpis referenduma jih je bilo potrebno najmanj 40.000). V državni zbor so podpise vložili 12. oktobra 2022. V SDS-u so napovedali, da bodo zahtevo za razpis referenduma vložili v najkrajšem možnem času in izrazili željo, da bi referendumsko glasovanje potekalo sočasno z drugim krogom predsedniških volitev 13. novembra, a so naposled podpise vložili dan pred iztekom roka za zbiranje podpisov in tako to možnost zamudili; po navedbah poslanca SDS Branka Grimsa je do zakasnitve vložitve podpisov prišlo, ker so morali procesirati veliko število podpisov.

## Volilna udeležba
Okrajne volilne komisije do zaprtja volišč sporočajo zgolj podatke o volilni udeležbi na referendumu o noveli zakona o vladi. Po zaprtju volišč pa se podatki o volilni udeležbi objavljajo za vsak referendum posebej.
| Dan                            | Št. volivcev | % volilnih upravičencev | Sklic |
| ------------------------------ | ------------ | ----------------------- | ----- |
| Predčasno glasovanje – torek   | 15.202       | 0,90 %                  | [ 6 ] |
| Predčasno glasovanje – sreda   | 28.016       | 1,65 %                  | [ 6 ] |
| Predčasno glasovanje – četrtek | 23.123       | 1,36 %                  | [ 7 ] |
| Predčasno glasovanje – skupno  | 66.341       | 3,91 %                  | [ 7 ] |

| Ura                                                                       | Št. volivcev | % volilnih upravičencev | Sklic |
| ------------------------------------------------------------------------- | ------------ | ----------------------- | ----- |
| Nedelja – do 11.00 (v podatke niso všteti podatki predčasnega glasovanja) | 170.974      | 10,09 %                 | [ 8 ] |
| Nedelja – do 16.00 (v podatke niso všteti podatki predčasnega glasovanja) | 466.516      | 27,53 %                 | [ 9 ] |
| Nedelja – do 16.00 – skupno                                               | 532.857      | 31,44 %                 | [ 9 ] |
| Končna uradna volilna udeležba                                            |              |                         |       |

## Referendumska kampanja
Seznam organizatorjev kampanje:
Politične stranke: Gibanje Svoboda, Levica, SDS, SD, SLS, NLS, Nova socialdemokracija.
Pravne osebe: Združenje Gibanje za otroke in družine, Zavod za kulturo raznolikosti Open, Društvo Davkoplačevalci se ne damo (DPSND), Zbor za republiko – Inštitut za analize in dialog.

### Nasprotniki zakona
Stališča
Nekatere okoljevarstvene nevladne organizacije so pozvale k zavrnitvi predlaganega zakona zaradi združevanja okoljskega in energetskega resorja pod enim ministrstvom, kar po njihovem mnenju predstavlja navzkrižje interesov in podreditev okolja energetiki. Pod poziv za zavrnitev zakona so se podpisali Društvo za preučevanje rib Slovenije, Pravni center za varstvo človekovih pravic in okolja (PIC), Morigenos, EKO Anhovo in dolina Soče, Lutra in Mladi za podnebno pravičnost. Umanotera, nevladna organizacija za trajnostni razvoj, se pod poziv ni podpisala, vendar je prav tako izrazila zaskrbljenost o podrejanju okolja energetiki. Po drugi strani je podprla umestitev podnebnega resorja pod Ministrstvo za infrastrukturo, saj naj bi to prispevalo k upoštevanju podnebja pri infrastrukturnem načrtovanju in izvajanju. Referendum je opisala kot izrazito merjenje moči med pozicijo in opozicijo.

### Javnomnenjske raziskave
| Datum                 | Izvajalec | Vzorec | ZA   | PROTI | Ne vem | Ne povem | Sklic  |
| 21.−24. november 2022 | Mediana   | 723    | 43,6 | 32,3  | 22,6   | 1,5      | [ 13 ] |
| 22.−25. november 2022 | Valicon   | 1653   | 53,0 | 47,0  | /      | /        | [ 14 ] |
| 22.−24. november 2022 | Mediana   | 507    | 43,9 | 33,0  | 21,7   | 1,3      | [ 15 ] |
| 09.–11. november 2022 | Valicon   | 1860   | 36,1 | 22,9  | 35,4   | 5,6      | [ 16 ] |
| 02.−04. november 2022 | Valicon   | 1019   | 35,5 | 27,4  | 37,2   | /        | [ 17 ] |
| 01.−03. november 2022 | Mediana   | 507    | 38,7 | 33,1  | 25,8   | 2,4      | [ 18 ] |